# Sinagoga de Verona
La sinagoga de Verona es un lugar de culto judío ubicado en el corazón del centro histórico de Verona, no lejos de la Piazza delle Erbe, en la zona donde se encontraba el antiguo gueto de Verona.

## Historia
La presencia de una comunidad judía en Verona es bastante antigua y documentada al menos desde 978, sin embargo en algunas ocasiones fue removida hasta que, en 1408, la República de Venecia autorizó oficialmente el asentamiento de la misma en la ciudad, otorgándole también la oportunidad ocuparse de préstamos. 
En 1604 en la zona entre en el área inclusa entre via Mazzini, piazze Erbe y via Pellicciai se fundó el gueto y se construyó una sinagoga, que permaneció activa hasta la segunda mitad del siglo XIX.
En el siglo XIX, de hecho, se diseñó una sinagoga de mayores dimensiones, destinada a tener una capacidad adecuada para acoger a la comunidad de esa época, que en Verona constaba de unas 1400 personas. El proyecto fue encargado al arquitecto Giacomo Franco por el rabino Pardo, pero la obra, iniciada en 1864, se interrumpió en un momento determinado por motivos económicos; la finalización, sobre un proyecto modificado por Ettore Fagiuoli, tuvo lugar solo a principios del siglo siguiente: el espacio se elevó mediante la construcción de una bóveda de cañón y la fachada que aún hoy la caracteriza, en estilo neoclásico, fue terminado. La inauguración del nuevo edificio de culto finalmente tuvo lugar el 20 de septiembre de 1929: una sinagoga que es un ejemplo de la emancipación de la comunidad judía, que supo crear su propio edificio de culto claramente identificable desde el exterior.

## Descripción

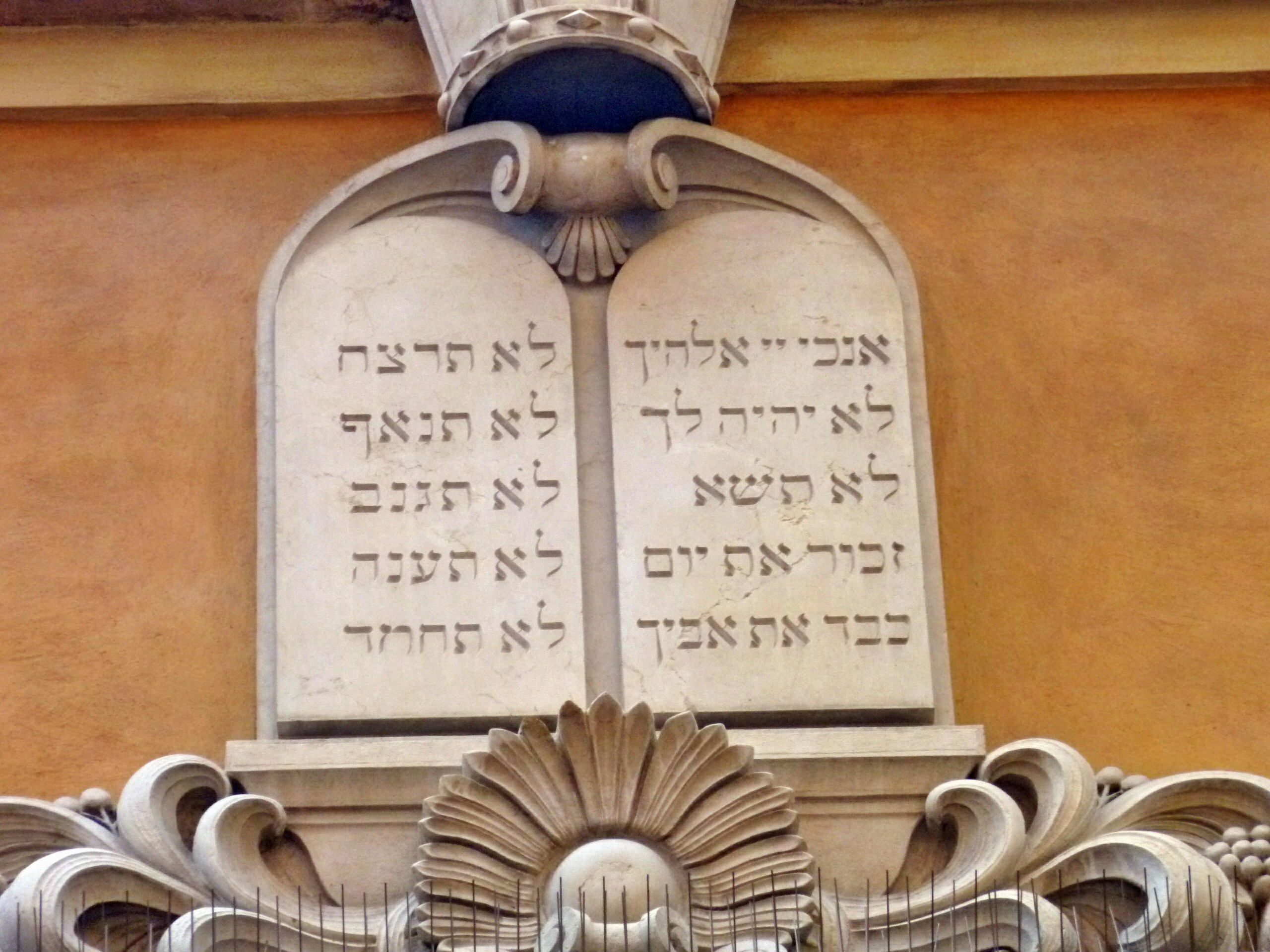
Las Tablas de la Ley colocadas sobre el portal de entrada al templo.

La sinagoga tiene una fachada monumental, caracterizada por el color amarillo ocre del yeso y el blanco de los elementos arquitectónicos y decorativos, incluido el portal de acceso monumental, encerrado entre dos pilastras de seis paneles con bajorrelieves y coronado por una representación escultórica de las Tablas de la Ley. En el lado izquierdo de la fachada también hay una inscripción conmemorativa de Rita Rosani, una guerrillera judía asesinada en septiembre de 1944 en los montes veroneses, que recibió la medalla de oro por su valor militar.
El gran interior conserva intactos los muebles y la decoración del siglo XIX. A lo largo de la pared del fondo del gran templo, ubicado en el lado este y luego girado hacia Jerusalén, se encuentra el aron en mármol rojo que data de 1645, y antesla tevah, separada del público por una balaustrada con el concepto innovador en las sinagogas del siglo XIX. En cambio, el matroneo, un lugar reservado para las mujeres durante la oración, está sostenida por columnas de mármol rojo y colocada a lo largo de la pared a la entrada del salón.

## Artículos relacionados
- Verona
- Lista de sinagogas en Italia

## Otros proyectos
- Wikimedia Commons contiene imágenes u otros archivos de la sinagoga di Verona